# مفصل محوري

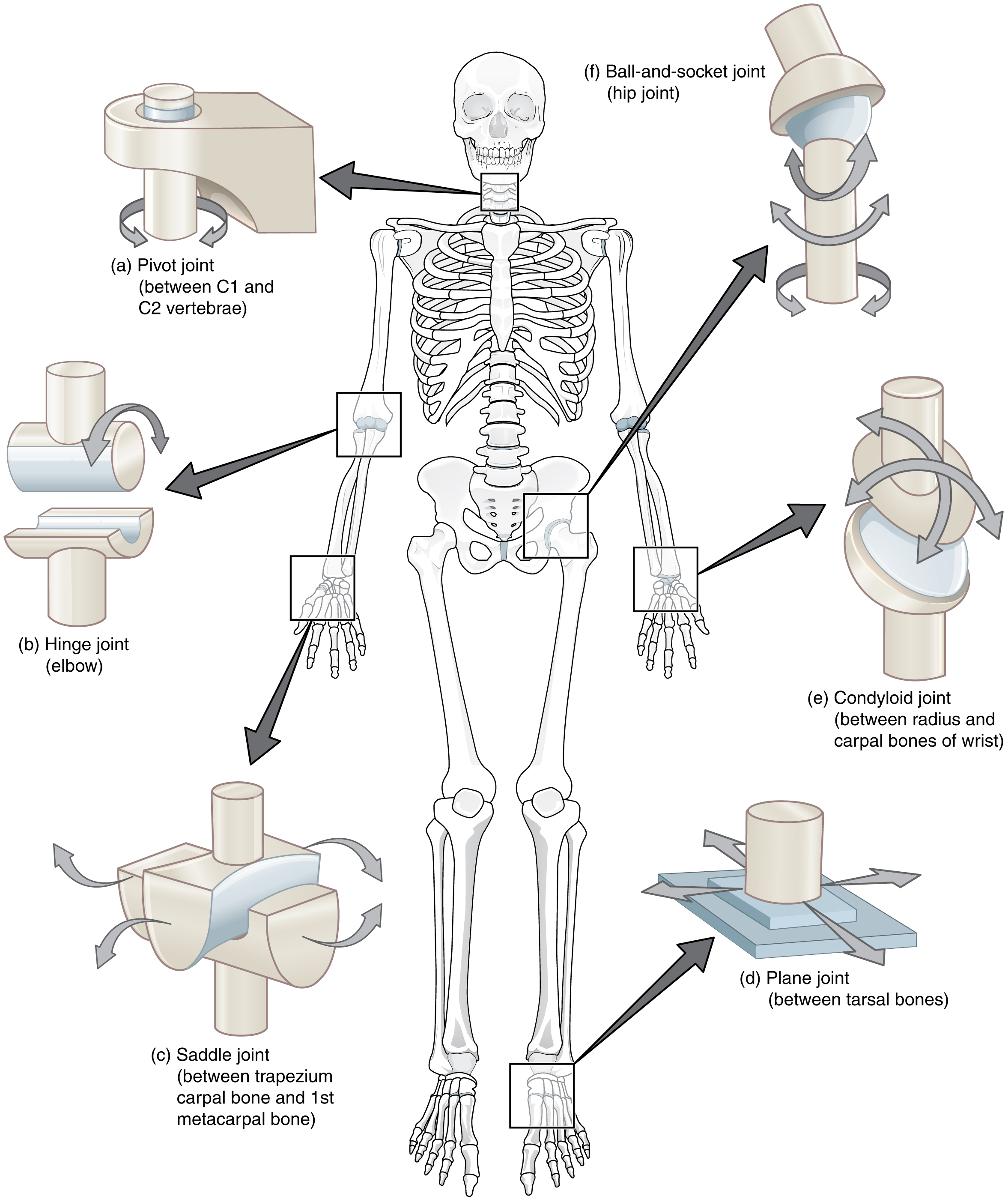
أنواع المفاصل الزلالية (Synovial joints) كما هي مُبيّنة على الرسم بعكس اتجاه عقارب الساعة، وبدئاً من أعلى اليسار:
a-محوري Synovial joint
b-رزّي Hinge joint
c-سرجي saddle joint
d-مُسطّح Plane joint
e-لُقمي Condyloid joint
f-الكرة والتجويف ball and socket joint

المفصل المداري أو المفصل الدوار أو المَفْصِلٌ الصائريّ أو المفصل البكري (بالإنجليزية: Pivot joint)‏ أو المفصل المحوري، هو مفصل عظمي، وهو أحد أنواع المفاصل الزلالية.
وفقا لأحد أنظمة التصنيف، يُعتبر هذا المفصل له درجة حرية واحدة مثل المفصل الرزي.

## الحركة
المفاصل المحورية تسمح بالحركات الآتية:
- الدوران (بالإنجليزية: Rotation)‏.
- الإطالة (المطل) (بالإنجليزية: Protraction)‏ والانكماش (التراجع) (بالإنجليزية: Retraction)‏.
- الثني (بالإنجليزية: Flexion)‏ والبسط (بالإنجليزية: Extension)‏.
- التبعيد (بالإنجليزية: Abduction)‏ والتقريب (بالإنجليزية: Adduction)‏.

وتلك الحركات يمكن أن تكون داخلياً (بالإنجليزية: Internal rotation)‏ على سبيل المثال عندما تدوير الذراع للداخل نحو محور الجسم الرأسي، أو خارجياً (بالإنجليزية: External rotation)‏ كما هو الحال في تدوير الذراع للخارج بعيداً عن وسط الجسم.
عندما تدوير الساعد، تُسمى تلك الحركات عادة: الكبّ (بالإنجليزية: Pronation)‏ والاستلقاء (بالإنجليزية: Supination)‏. في الوضعية التشريحية القياسية، يكون الساعدان في وضعية الاستلقاء وهو ما يعني أن راحة الكف تواجه الأمام، والإبهامان يشيران للخارج بعيدا عن الجسم. في المقابل، فإن الساعد في وضعية الكبّ تكون راحة يده مواجهة للوراء، والإبهام يكون أقرب إلى الجسم، مشيراً للاتجاه الإنسي.

## أمثلة على المفصل الصائريّ
تشمل أمثلة المفصل المحورية ما يلي:
- المفصل الكعبري الزندي العلوي (القريب).
- المفصل الكعبري الزندي السفلي (البعيد).
- المفصل الفهقي المحوري الناصف.

على النقيض، المفاصل الكروية (أو المفصل الكروي الحقي) مثل مفصل الورك، تسمح بالدوران وبكل الحركات الاتجاهية، بينما المفاصل المحورية تسمح فقط بالدوران.

## صور إضافية

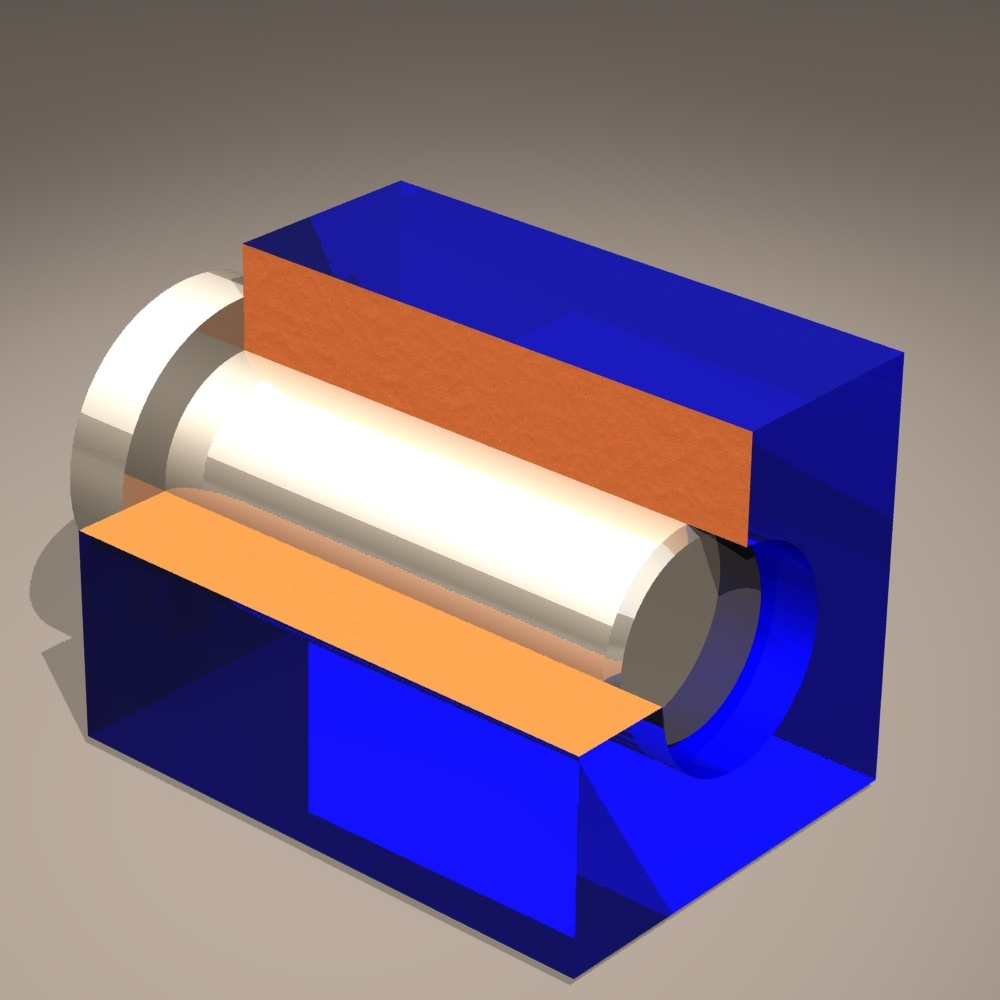
مفصل صائري (محوريّ).
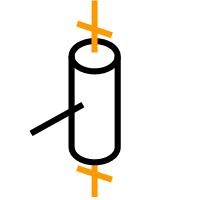
مفصل صائري (محوريّ).
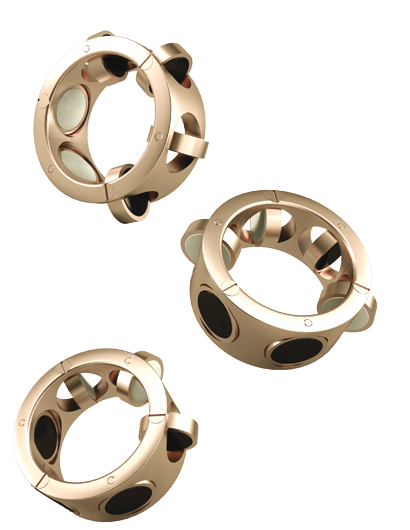
مفاصل صائرية صغيرة.